# Kalkilia
Kalkilia (en árabe قلقيلية Qalqilya), también conocida, entre otros, con los nombres de Calquelia, Qalqilya, Qalquilya o Kalkilya, es una ciudad palestina situada en Cisjordania y centro administrativo de la gobernación homónima. Según las proyecciones de población realizadas por la Oficina Central de Estadísticas de Palestina, su población a mediados de 2024 es de 59.658 habitantes. Kalkilia se encuentra rodeada del muro de separación israelí salvo por un pequeño espacio en el que se ha emplazado un puesto de control israelí, así como un túnel hacia la ciudad de Habla.

## Historia
La zona en que está enclavada ha estado habitada desde la Prehistoria y se han encontrado herramientas prehistóricas de sílex en el área de la ciudad moderna. En la época romana Kalkilia se conocía como Calecailes y aparece como Calcelie en las fuentes en fráncico de la Alta Edad Media. El nombre "Kalkilia" podría derivar del término cananeo Jaljalat que significaba "rocas o montes redondos". La ciudad se pobló de habitantes árabes durante los subsiguientes gobiernos islámicos de la región.[cita requerida]

### Época Otomana
En 1517, los otomanos incorporaron la aldea de Kalkilia a su imperio junto con el resto de Palestina y, en 1596, aparecía en los registros de impuestos otomanos como una nahiya (subdistrito) de Bani Sa'b, en el liwa (distrito) de Nablus. Tenía una población de 13 familias musulmanas y pagaba impuestos sobre trigo, cebada, cultivos veraniegos, olivas, cabras y colmenas.
En 1882, Kalkilia aparece descrita como una "grande y de alguna manera desordenada aldea, con cisternas hacia el norte y un estanque hacia el suroeste. Las casas están mal construidas." Según la información del municipio de Kalkilia, la ciudad actual fue fundada en 1893 por habitantes de la cercana Baqat al-Hatab. En 1909 se estableció un consejo municipal para administrar la ciudad. 

### Mandato Británico de Palestina
Como consecuencia de su derrota en la Primera Guerra Mundial, el Imperio Otomano cedió la región de Palestina al Reino Unido, que instauró en ella el Mandato Británico de Palestina en 1920. En el censo de Palestina de 1922, llevado a cabo por las autoridades del Mandato, Kalkilia tenía una población de 2.803 habitantes (2.794 musulmanes y 9 cristianos). Su población había crecido en el censo de 1931, año en el que Kalkilia tuvo una población de 3.867 (3.855 musulmanes y 12 cristianos) que vivían en 796 casas.
En 1945, la población de Kalkilia era de 5.850 habitantes, todos árabes, que poseían 27.915 dunams (27, 9 kilómetros cuadrados) de tierra según una encuesta oficial de tierra y población. De estas, 3.701 dunams era para plantaciones y tierra irrigable, 16.197 para cereales y 273 dunams eran consideradas terrenos urbanos.

### Ocupación Jordana
La resolución 181 de la Asamblea General de las Naciones Unidas, también conocida como el Plan de Partición de Palestina, dividió el Mandato Británico de Palestina en dos estados, uno judío y otro árabe, quedando Kalkilia emplazada en este último. Poco después estalló la guerra árabe-israelí de 1948, a cuya conclusión quedó la ciudad, junto con toda Cisjordania, bajo un régimen de ocupación jordana, aunque perdió un 90% de sus tierras cultivables a manos de los israelíes.
Durante la guerra, en lo que sería conocido como la Nakba, unos 700.000 palestinos fueron expulsados o huyeron de sus tierras y hogares ante el empuje de las tropas israelíes. En el caso de Kalkilia, recibió a muchos refugiados de las poblaciones vecinas (y actualmente deshabitadas) de Kafr Saba, Abu Kishk, Miska, Biyar 'Adas y Shaykh Muwannis, quienes suponían aproximadamente la mitad de la población de la ciudad antes de la guerra.
La noche del 10 de octubre de 1956, el ejército israelí lanzó un asalto contra la comisaría de Kalkilia. La orden había sido dada por Moshé Dayán e implicó a varios miles de soldados. Una compañía de paracaidistas israelí quedó cercada por soldados jordanos y solo pudo ser rescatada gracias a la cobertura aportada por cuatro aviones de la Fuerza Aérea Israelí. Dieciocho israelíes y entre setenta y noventa jordanos murieron en la operación.

### Ocupación Israelí
Tras la guerra de los Seis Días de 1967, Israel ocupó militarmente toda Cisjordania, incluida Kalkilia, situación que permanece en la actualidad. Numerosas resoluciones de las Naciones Unidas, como la resolución 242, han instado a Israel a retirarse a las fronteras anteriores a 1967 reafirmando "la inadmisibilidad de la adquisición de territorio por la fuerza", como aparece en la resolución 2334. Tras la conquista de Kalkilia, decenas de sus habitantes fueron expulsados de sus casas por Israel y enviados a Jordania, y al menos 850 edificios fueron demolidos, lo que supuso la destrucción del 40% de la ciudad. En sus memorias, Moshé Dayán describió la destrucción de las casas como un "castigo" que tenía como objetivo expulsar a los habitantes de la ciudad. Finalmente, se permitió que aquellos que habían sido expulsados volvieran y se reconstruyeron las casas dañadas con financiación de las autoridades militares. El censo israelí de 1967 fijaba la población de Kalkilia en 8.922 personas, de las cuales 1.837 eran refugiados que dos décadas antes habían vivido en lo que ahora es territorio israelí.
El 9 de enero de 1989, un funcionario palestino nombrado por Israel fue apuñalado por hombres enmascarados en el hospital de Kalkilia, donde había ingresado por un proceso gripal. Acusado de colaboracionista, fue derivado inmediatamente a otro hospital, esta vez israelí, con heridas de consideración leve.
El 21 de noviembre de 1994, el ejército israelí demolía la casa de Saleh Souri en Kalkilia, que había llevado a cabo un atentado en Tel Aviv. Según los Acuerdos de Oslo, Kalkilia quedó bajo la jurisdicción de la Autoridad Nacional Palestina el 17 de diciembre de 1995. Desde entonces, las fuerzas de seguridad israelíes entran con frecuencia en la ciudad para arrestar sospechosos.

El 20 de octubre de 2000, el adolescente Samer Talal al-Awaisi, de 15 o 16 años, moría por disparos del ejército israelí en el pecho durante una manifestación. Una semana después moría Bashir Saleh Musa Shalawit, también de 16 años y sordo, por un disparo israelí en el pecho durante otra manifestación. También durante una manifestación, esta vez el 15 de noviembre de este mismo año, el ejército israelí mataba con disparos en el pecho y el abdomen a Ibrahim Abdul-Rauf al-Juedy, de 15 o17 años. Dos días después, el 17 de noviembre, moría por fuego israelí Mahmoud Zayed Samur, de 34 años. Apenas siete días después moría durante una manifestación Ghassan Majd Mesalem Qur'an, de 20 años. 

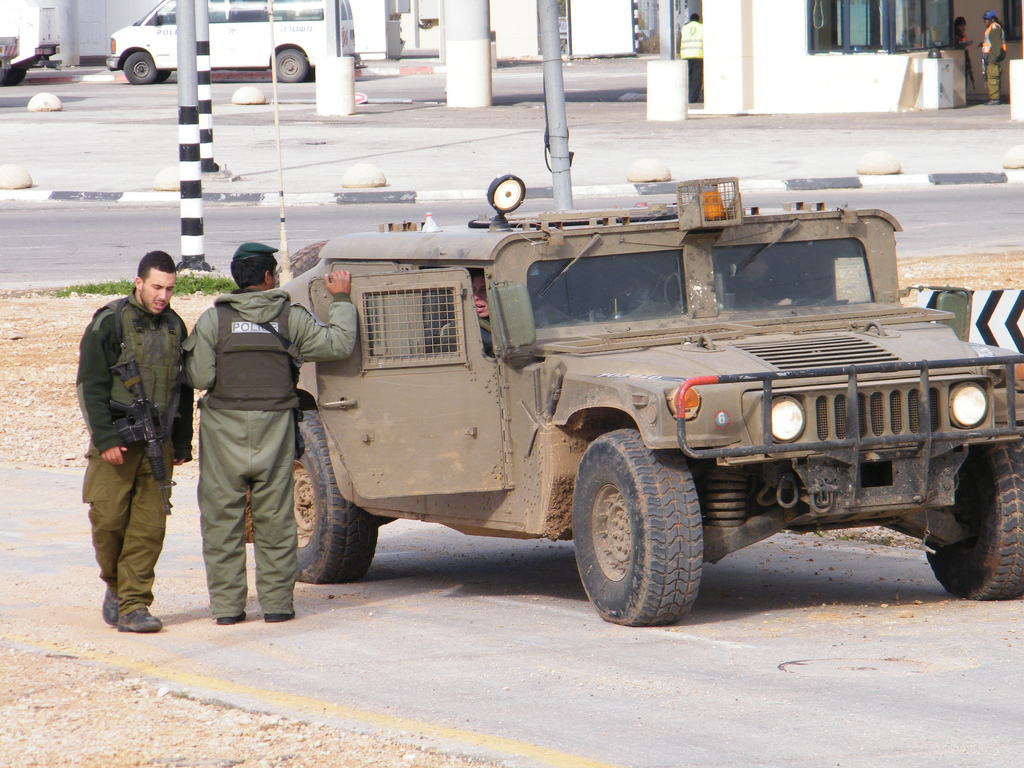
Soldados israelíes en el puesto de control de Kalkilia

Dos días después, el 26 de noviembre del año 2000, el ejército israelí mataba a cinco palestinos más de Kalkilia en una nueva manifestación en el puesto de control de Hapirot, dos de ellos menores de edadː Mahmoud Ahmad 'Adel, de 25 años, Qusai Feisal Zaharan, de 20 años, Ziad Ghaleb Salma, de 23 años, Mahdi Qasem Jaber, de 17 años y a Muhammad Mansur Nasr abu-Adwan, de 16 años.
Murtaja Abdul-Latif Mahmoud Amr moría de un disparo del ejército israelí en la cabeza durante una manifestación en Kalkilia el 14 de marzo de 2001. Yiad Al Hersh, de 20 años, moría de un disparo en la cabeza el 23 de abril cuando lanzaba piedras a un puesto del ejército israelí, e Iyad Muhammad Tahsin, de 27 años, moría un día después por el mismo motivo. El 12 de septiembre, el ejército israelí mataba a Tawfiq Ibrahim Hussein Jaber, de 42 años y natural de Kalkilia, durante una incursión en Tammun. El 14 de octubre, francotiradores israelíes acribillaban a Abdel Rajmán Hamad, de 33 años y supuesto líder de Hamás en Kalkilia, a la salida de su casa. Samer Shawahneh, de 20 años, moría por disparos de soldados israelíes al lado de su casa el 20 de octubre de 2001, igual que Mustafa 'Abd a-Rahim Nofal, de 34 años, acribillado ese mismo día desde un helicóptero. Tres días después, el 23 de octubre de ese mismo año moría en Kalkilia Nasr Hani Qaran, un niño de 13 o 14 años, por las heridas recibidas un día antes en el abdomen y el pecho durante una incursión israelí en la ciudad. El 31 de octubre morían en Kalkilia por fuego israelí Raed Jamil al-Akhras, de 25 años y natural de Gaza, y Muhammad 'Abd al-Fatah Jamil, de 40 años y natural de Jericó. El 4 de diciembre moría en un puesto de control israelí el niño de 8 meses Nasr Khaled Qizmar debido a la negativa de los soldados israelíes a dejarle pasar en su camino al hospital.
El 4 de marzo de 2002, Ayman Hasan Abdul-Rahman Ghanim, de 17 años, moría por disparos del ejército israelí. El 7 de ese mismo mes era el joven Hussein al-Qaysi, de 18 años, quien moría por fuego israelí, y el 11, en la toma de la ciudad por parte del ejército israelí, morían los jóvenes palestinos Attes Abdel Alal, de 22 años y guardia personal de Yasser Arafat, y Yusef El Ahra, también de 22 años, civil cuya vivienda fue alcanzada por un misil israelí. También ese día, el ejército israelí mató a 'Atef al-Biari, de 50 años, y Yusef al-Aqra', de 29 años, este último por un disparo de tanque. El 26 de abril de 2002, tropas israelíes realizaban una incursión en la ciudad y mataban a dos jóvenes, Tahsin al-'Adel, de 28 años, y Raed Musa Ibrahim Nazzal, de 33 años, durante un intercambio de disparos; también detuvieron a 15 palestinos sospechosos. Ziad Raf'at 'Ali Yamin, de 43 años, iba camino de la farmacia el 26 de mayo de este mismo año cuando fue abatido por disparos israelíes, muriendo dos semanas después. El 21 de junio de 2002 moría en Kalkilia Sahar Hindi, una mujer de 26 o 28 años embarazada, de un disparo en el pecho mientras estaba en su casa durante una incursión israelí en la ciudad. El 7 de julio moría un niño de 10 años, Shukri Fayq Abdel-Haj Daoud, por las heridas recibidas "por error" del ejército israelí durante un toque de queda el 27 de junio. El 15 de ese mismo mes, Mahmoud Samir Hilal Zeid, de 20 años, moría al quedar atrapado en un taller que ardió por una granada arrojada por soldados israelíes, y tres días después moría otro palestino al intentar traspasar un control israelí, y el día 26 soldados israelíes mataron de un tiro en la cabeza a Ziad Ahmad al Hajj Hassan, de 32 o 34 años, mientras estaba en su cocina cuando las tropas israelíes inspeccionaban casas en Kalkilia.

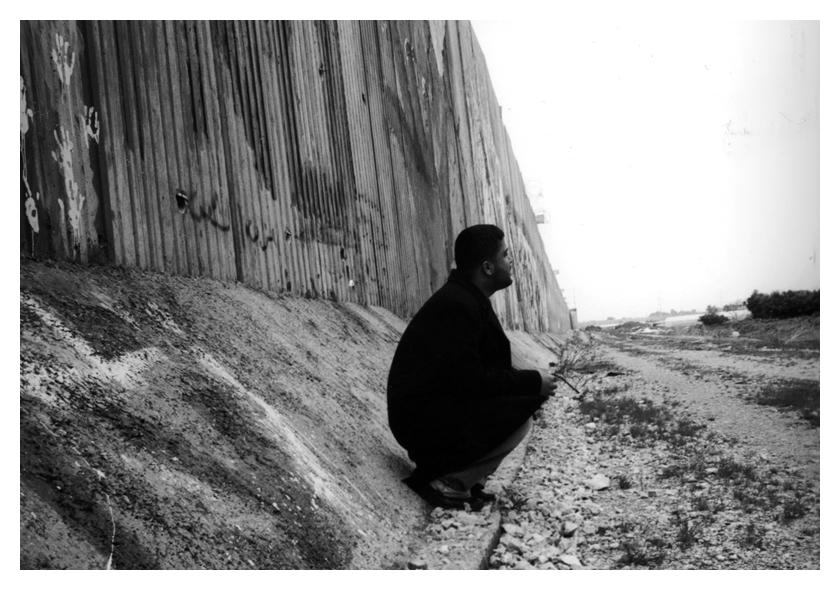
Joven palestino sentado frente al Muro en Kalkilia

El 5 de febrero de 2003, Rida Ghanem, de 20 años, trataba de huir de las fuerzas israelíes cuando murió abatido por sus disparos. No iba armado. El niño de 8 años Husni Majdi al-Ghul moría el 11 de febrero de 2003 en Kalkilia por disparos de un policía de fronteras israelí durante una incursión. Apenas dos semanas después moría Fathi Abu Jbarah, de 62 años, en un intercambio de disparos durante una nueva incursión israelí en la ciudad. Otro niño, Jihad Aziz Abdul-Rauf Nazal, de 14 años, moría el 2 de abril junto a su casa por los disparos de soldados israelíes en su pecho y muslo izquierdo durante otra incursión. El 3 de julio morían Omar Muhammad Yousef Omar, de 15 años, atropellado por un vehículo del ejército israelí, y Mahmoud Ahmad Sawar, de 31 años, por disparos de soldados israelíes mientras permanecía en su casa durante una incursión. El 16 de octubre de este mismo año, el ejército israelí arrestaba a 18 habitantes de Kalkilia, y una semana después, el 22 de octubre, mataba a Ahmad 'Atiyyah Ahmad Khamis, de 27 años, durante una incursión en la ciudad. El 2 de febrero de 2004, Muhammad Hasanein Mustafa Abu Hamdan, de 24 años, moría víctima de un asesinato selectivo israelí cuando un misil disparado desde un helicóptero impactó en su vehículo. El 23 de abril de 2004, tres miembros de Fatah eran asesinados por policías de fronteras encubiertos en Kalkiliaː 'Abd a-Rahman Wasef 'Abd a-Rahman Nazzal, de 25 años, Muhammad Kamel 'Aref Nazzal, de 24 años, y Muhammad 'Abd al-Hafiz Salim 'Odeh Nazzal, de 30 años. Mazen Mahmoud Ibrahim Yasin trataba de escapar de las fuerzas israelíes durante una incursión en Kalkilia el 21 de mayo de ese mismo año cuando murió acribillado por fuego israelí. Iba desarmado y tenía 42 años. El 28 de octubre de 2004 moría Ibrahim Muhammad Fayed 'Issa, de 47 años, en el curso de una operación israelí para detenerlo.
El 26 de enero de 2005, fuerzas encubiertas israelíes mataban a Maher Harb 'Alian Abu Snineh, de 23 años, durante una operación para detenerle. En la misma operación resultó herido Muhammad 'Abd al-Hamid Hashem Basha, de 17 años, que arrojaba piedras para tratar de impedir la detención, y que moriría justo un mes después. El 21 de febrero de este mismo año, Muhammad Abdul-Halem Basha, de 16 años, resultaba gravemente herido por disparos del ejército israelí. Moría cinco días después. El 28 de septiembre de 2005, tropas israelíes se adentraban de nuevo en Kalkilia con una fuerza de al menos 40 blindados. Tareq Ziad Ahmad Taha, de 18 años, moría por disparos de soldados israelíes el 17 de noviembre de 2006, alcanzado cuando lanzaba piedras y cócteles molotov a los soldados que intentaban llevar a cabo una detención en Kalkilia. El 24 de mayo de 2007, el ejército israelí arrestó al alcalde de la ciudad, Wajid Qawas, junto con los de Nablus, Al-Bireh, Beita y Bidia, entre otros.

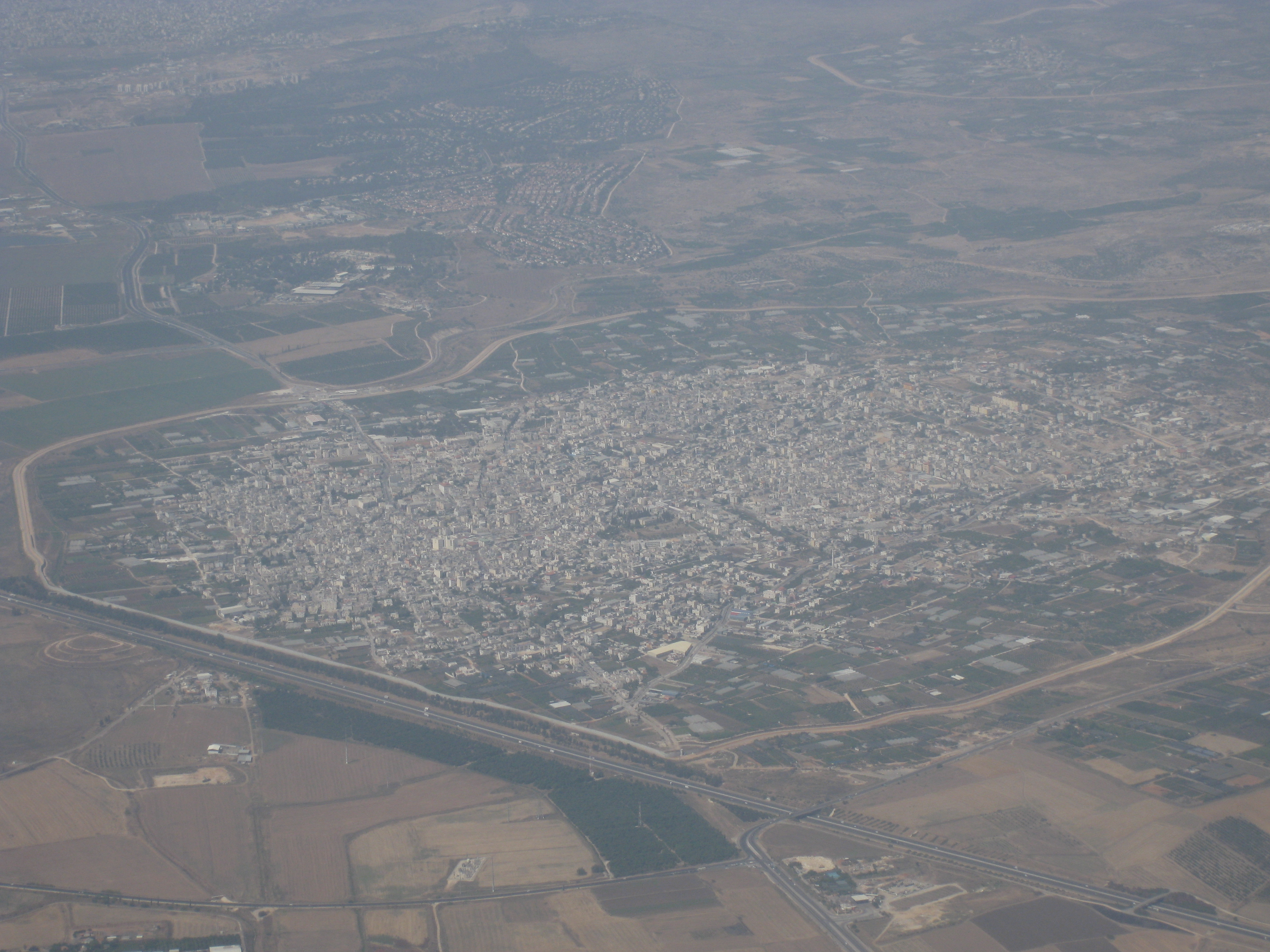
Foto aérea del muro rodeando Kalkilia

El 22 de julio de 2010 moría Bilal Ibrahim Mahmoud Abu Lebdeh, de 26 años y residente de Kalkilia, por disparos de soldados israelíes cuando trataba de acceder al asentamiento de israelí de Barkan. Saleh Samir 'Abd a-Rahman Yasin, miembro de las fuerzas de seguridad palestinas de 27 años, murió en Kalkilia el 19 de diciembre de 2013 tras disparar a unos soldados israelíes que habían acudido a detenerle. El 9 de noviembre de 2015, una habitante de Kalkilia llamada Rasha Muhammad Oweisi, de 24 años, murió por disparos del ejército israelí en el puesto de control Eliyahu, cerca del asentamiento ilegal israelí de Alfei Menashe al sur de la ciudad, cuando sacó un cuchillo a unos diez metros de los soldados. La joven llevaba en su mochila una nota que decía "estoy haciendo esto con la mente clara. No puedo soportar lo que veo y no puedo seguir sufriendo", así como unas disculpas a su familia.  En noviembre de 2015, Israel detuvo en Kalkilia a 24 personas que supuestamente pertenecían a lo que denominaron como una red de milicianos de Hamás en la ciudad.Un chico de 14 años llamado Faris Abu Samra fue herido de muerte por soldados israelíes en una incursión en Kalkilia el 27 de julio de 2023.

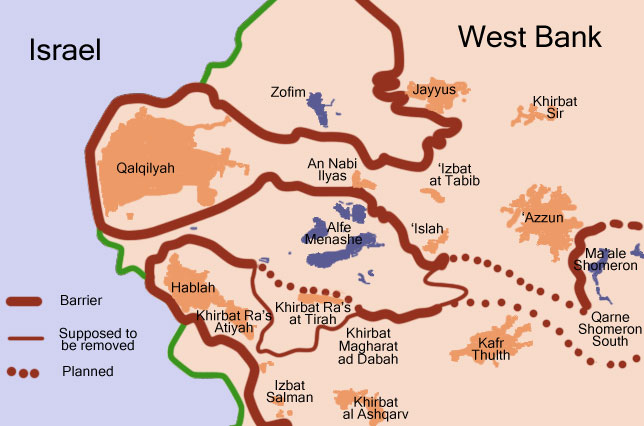
Mapa que muestra las fronteras en los alrededores del área de Kalkilia

#### Muro de Cisjordania
La ciudad está situada a unos 12 km del Mar Mediterráneo, en el punto más cercano a éste de Cisjordania. Desde 2003 se ha construido el Muro israelí en Cisjordania. El Muro se ha prolongado y rodea a la ciudad. La ciudad ha quedado aislada del resto de Cisjordania por todos los puntos cardinales salvo por el este. Los corredores amurallados que conectan los asentamientos de colonos israelíes en Cisjordania dificultan además la comunicación terrestre entre las poblaciones que se encuentran al noreste y sureste de la ciudad obligando a dar un enorme rodeo.
Las autoridades israelíes afirman que este muro de hormigón se ha construido para evitar las muertes de habitantes de la cercana ciudad israelí de Kfar Saba por disparos desde Kalkilia.

## Geografía
Kalkilia se encuentra en la Cisjordania noroccidental, justo en la frontera con Israel. Está 52 kilómetros al noroeste de Jerusalén, 39 kilómetros al noroeste de Ramala y a 16 kilómetros al suroeste de Tulkarem, y las localidades más cercanas son la ciudad árabe israelí de Tira y la aldea palestina de 'Arab al-Ramadin al-Shamali hacia el nordeste, el pueblo palestino de Nabi Ilyas hacia el este, las aldeas palestinas de 'Arab Abu Farda y 'Arab ar-Ramadin al-Janubi y el asentamiento israelí de Alfei Menashe hacia el suroeste, y el pueblo palestino de Habla y la ciudad árabe israelí de Jaljuliya hacia el sur.
Kalkilia se encuentra ubicada a una elevación media de 57 metros por encima del nivel del mar. La media anual de precipitaciones es de 587,4 mm y la temperatura media anual es de 19 °C.

## Demografía
El censo de 1997, realizado por la Oficina Central de Estadísticas de Palestina (PCBS), registró 22.168 habitantes en la ciudad de Kalkilia. La mayoría de los habitantes (el 69,8%) eran refugiados o descendientes de refugiados. En el censo de 2007, la población de la ciudad había crecido hasta los 41.739 habitantes (50,9% de hombres y 49,1% de mujeres). El número de hogares registrados era de 7.866, y entre las familias más extensas se encontraban los Nazzal, Shreim, Dawood, Zeid, Sabawi y Al Qar'an.

## Economía
Entre 1967 y 1995, casi el 80% de la mano de obra de Kalkilia estaba empleada en empresas israelíes del campo de la construcción o de la agricultura. El 20% restante se dedicaba al comercio a través de la Línea Verde. Según un estudio del Applied Research Institute de Jerusalén, en 2012 el 45% de los trabajadores de Kalkilia estaban empleados por el gobierno, el 25% se dedicaba a la agricultura, el 15% al comercio el 10% trabajaba en la industria y el 5% restante en empresas israelíes. La tasa de desempleo era del 22%, afectando principalmente a los sectores de la agricultura, el comercio y los servicios. La ciudad es conocida por su producción cítrica y el 17,6% de su territorio está cubierto de cítricos. También son importantes las cosechas de olivas y verduras.
En 2012 había en Kalkilia 145 tiendas de alimentación, 35 de productos elaborados, 18 panaderías, 18 carnicerías, 133 negocios del sector servicios, 80 tiendas dedicadas a diversas profesiones, 6 ferreterías y 10 mamposterías. El Zoológico de Kalkilia, fundado en 1986, es el único zoo de Cisjordania y, según su dueño, el mayor empleador de la ciudad. Es una de las principales atracciones de Kalkilia, tiene 170 animales de 65 especies distintas y colabora estrechamente con los zoólogos del Zoo Bíblico de Jerusalén y del Ramat Gan Safari.

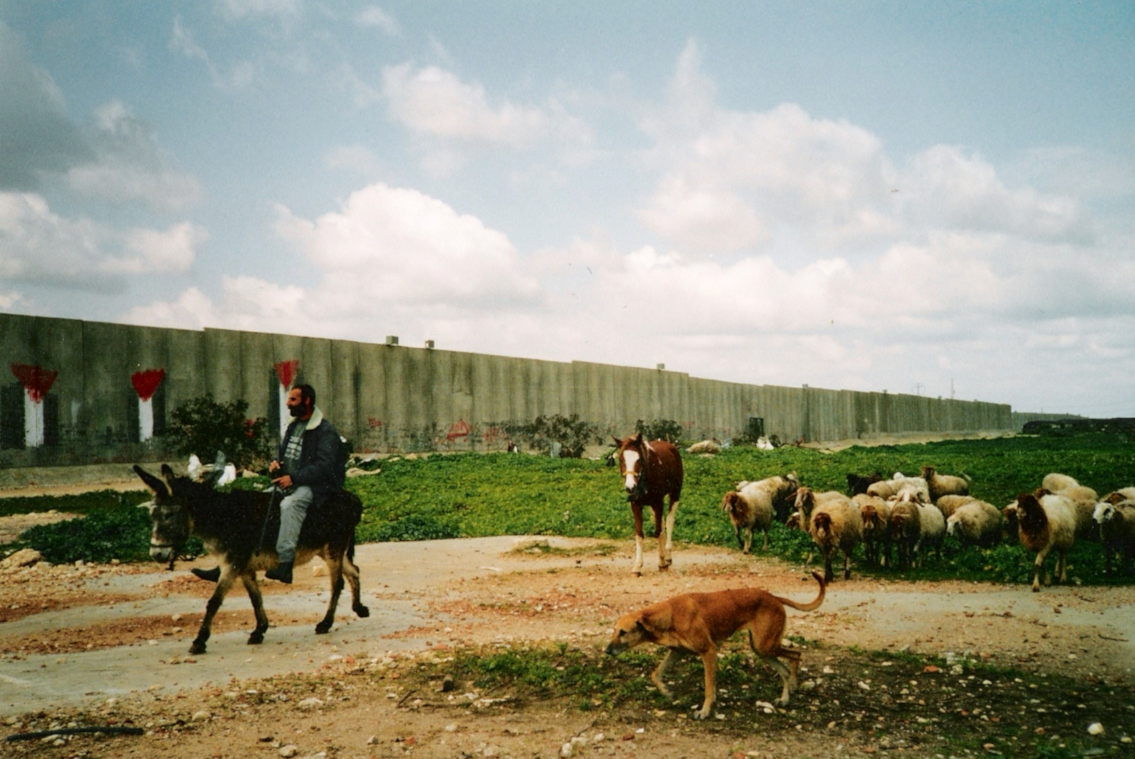
Pastor en Kalkilia

### Uso de la tierra
Del total de 10.252 dunams (10,253 kilómetros cuadrados) de extensión del término municipal de Kalkilia, 3.027 son terreno urbanizable, 266 tienen carácter industrial, 2.894 están plantadas con cultivos permanente, 419 se utilizan para invernaderos, 274 para explotaciones ganaderas, 2.343 tienen consideración de terreno cultivable y 283 se encuentran ocupadas por el muro israelí de separación de Cisjordania. Prácticamente toda la zona urbana de Kalkilia está en la denominada Zona B, de control civil palestino y control militar israelí, mientras que el 64,7% del terreno municipal, principalmente tierras agrícolas y espacios abiertos, están en la denominada Zona C, de control civil y militar israelí.

### Consecuencias del muro israelí

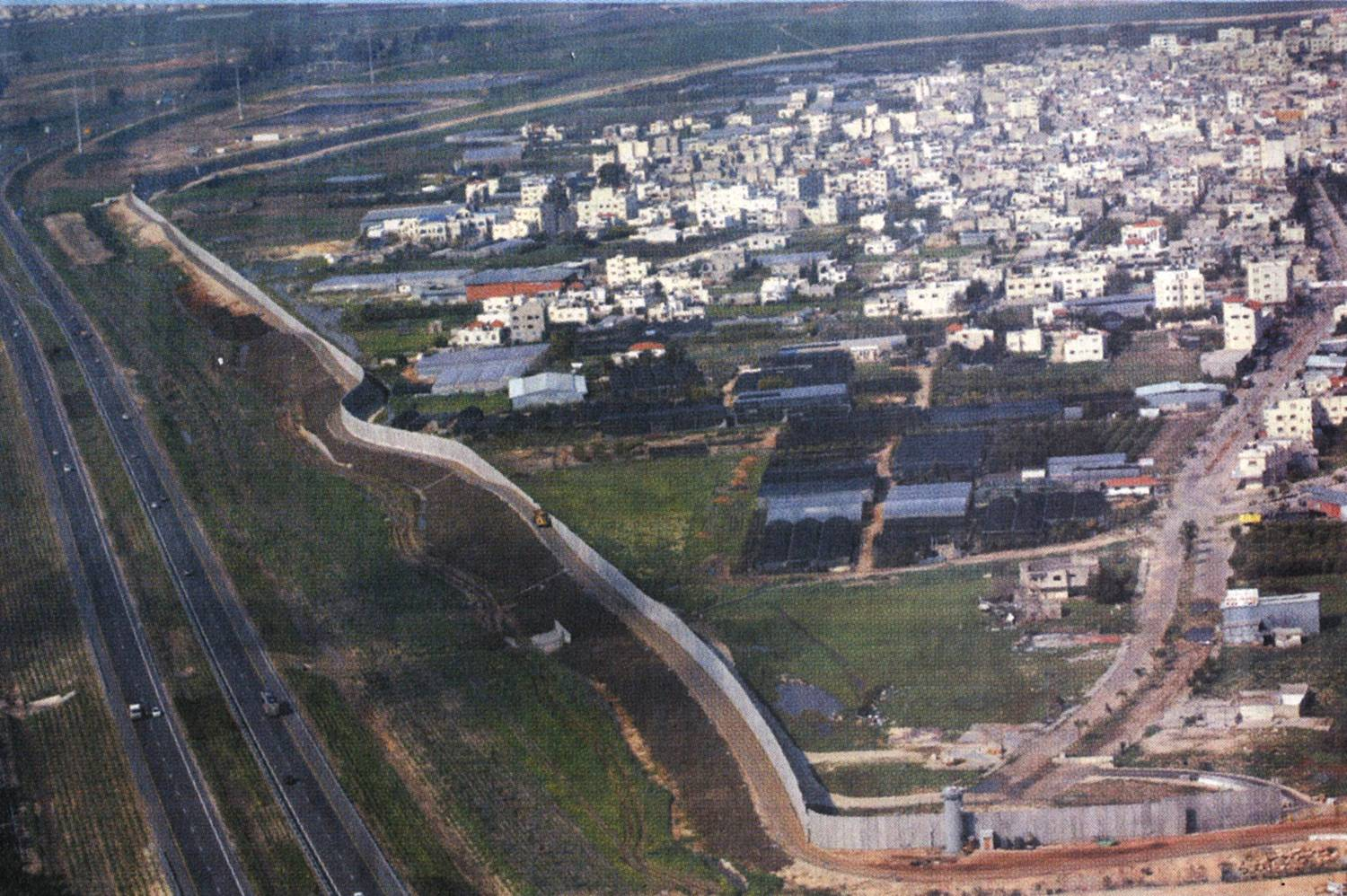
Muro de separación israelí alrededor de Kalkilia

Israel comenzó la construcción de un muro de separación de Cisjordania en 2002, y a su conclusión ha rodeado Kalkilia aislándola por sus lados norte, oeste, sur y parte del este, dejando un estrecho pasillo hacia el este que la conecta con pequeñas aldeas y pueblos palestinos. Según la Corte Internacional de Justicia, el muro es contrario al derecho internacional y debe ser desmantelado por Israel, que debe reparar los daños causados, pese a todo lo cual Israel prosigue con su construcción. Israel afirma que la construcción del muro tiene fines defensivos, en especial evitar la infiltración de milicianos palestinos en territorio israelí que tuvo lugar durante la Segunda Intifada. Los palestinos afirman que el fin último de la barrera es anexionar territorios palestinos al Estado de Israel, ya que la barrera ha sido construida en territorio palestino, en ocasiones adentrándose en él más de veinte kilómetros, así como controlar la circulación de palestinos. 
El muro ha afectado de manera negativa a la economía de Kalkilia, y en especial a su sector comercial, ya que ha separado a la ciudad de las localidades palestinas cercanas y de las ciudades árabes israelíes al otro lado de la frontera, lo que suponía un 40% de los ingresos de la ciudad antes de la construcción del muro. El muro también ha separado 1.836 dunams (1,836 kilómetros cuadrados) de terreno agrícola de Kalkilia de la propia ciudad y ha limitado las relaciones entre los habitantes de Kalkilia y los de otras ciudades palestinas.

## Gobierno
El alcalde elegido democráticamente en las elecciones de 2006, Wajih Qawas, de Hamás, pasó la mayoría de su mandato encarcelado por las autoridades israelíes. El 12 de septiembre de 2009, la Autoridad Nacional Palestina destituyó a Qawas por no controlar la deuda de la ciudad, no conseguir atraer financiación internacional para los proyectos de la ciudad e ignorar las órdenes del gobierno central palestino, pese a que un informe oficial colocaba a Kalkilia como la tercera ciudad mejor gestionada de las 51 ciudades analizadas en Cisjordania. Qawas, en cambió, atribuyó su cese a la rivalidad existente entre su partido Hamás, que gobierna mayoritariamente en la Franja de Gaza, y Fatah, que controla Cisjordania. Una serie de asociaciones en defensa de los derechos humanos condenaron la destitución de Qawas por suponer una intromisión de las autoridades centrales palestinas en los asuntos de un alcalde electo. En las elecciones municipales de 2012, el candidato de Fatah Othman Dawood resultó elegido alcalde de Kalkilia.

## Educación
Según el censo de 2007, el 95,3% de los habitantes de más de 10 años saben leer y escribir. Cerca del 75% de la población analfabeta son mujeres. La ciudad tiene 21 escuelas públicas, cuatro escuelas privadas, tres escuelas gestionadas por UNRWA y 13 guarderías. Todas las escuelas están controladas por el Ministerio de Educación Palestino. A fecha de 2012, había 12.286 alumnos y 660 profesores en las escuelas. En 2007, el 10,5% de la población de Kalkilia tenía algún tipo de graduado universitario, otro 15,7% había completado la educación secundaria, un 27,5% la educación preparatoria, un 27,4% la educación básica y un 13,8% no había recibido ningún tipo de educación formal. Hay dos universidades en la ciudadː la Universidad Islámica Ad Da'wa, creada en 1978, y un campus de la Universidad Abierta de Al-Quds, creado en 1998.

## Deporte
El equipo de fútbol local, el Islami Qalqilya, milita en la temporada 2016-2017 en la tercera división del fútbol palestino, habiendo descendido a dicha categoría en la temporada anterior tras quedar décimo en una división de doce equipos. Sus colores son el blanco y el verde.

## Personajes relevantes
- Waleed Al-Husseini - Escritor, Humanista, Fundador del Consejo de Ex-musulmanes de Francia
- Abu Ali Iyad – Histórico comandante de Fatah en Jordania y Siria.